# Catalina Cruz
Catalina Cruz, née le 13 septembre 1979, est une actrice pornographique américaine.

## Carrière
Catalina a commencé sa carrière en novembre 2000, sous le pseudonyme de JennaZ.
Elle a joué dans 4 films pornographiques sortis en DVD puis a effectué la majorité de ses scènes pour son site web. Rapidement rendue célèbre par le succès de son site, elle remporte un AVN Award en tant que webstarlet de l'année en 2009.

## Prix
- 2009 AVN Award gagnante – Web Starlette de l'Année[2]
- 2009 XBIZ Award nommée – Web Babe/Starlette de l'Année[3]
- 2010 XBIZ Award nommée – Web Babe de l'Année[4]
- 2011 AVN Award nommée – Best Web Star[5]